# Шумаков, Сергей Александрович
Сергей Александрович Шумаков (1865—1918) — российский археограф, архивист, историк, краевед.

## Биография
В 1892—1918 годах — младший помощник редактора описей и изданий Московского архива Министерства юстиции.
С 1896 года — член Императорского общества истории и древностей российских при Императорском Московском университете.
Член нескольких губернских учёных архивных комиссий.

## Труды
Автор аналитических публикаций и составитель сборников исторических документов.
- Губные и земские грамоты Московского государства. — М., 1895.
- Из розысканий о составе Поместного приказа. — М., 1906.
- Экскурсы по истории Поместного приказа. — М., 1910.